# Valve Anti-Cheat
Pour les articles homonymes, voir VAC.
Valve Anti-Cheat, abrégé VAC, est un système automatique anti-triche créé par la société Valve.

## Historique
En 2001, Even Balance Inc., développeur du logiciel anti-triche PunkBuster conçu pour les mods de Counter-Strike et Half-Life a arrêté son support des jeux, ne recevant pas d'aide de Valve. L'entreprise leur avait refusé plusieurs offres commerciales pour intégrer le logiciel à leur production,.
En 2001, Valve a donc décidé de mettre en place une solution à long terme contre la triche. Valve Anti-Cheat (VAC) est sorti en même temps que la version commerciale de Counter-Strike en 2002. À ce moment, le système se contentait de bannir les joueurs pour 24 heures. La durée de bannissement a progressivement augmenté, atteignant des sanctions allant de 1 à 5 ans jusqu'à la sortie de VAC2 en 2005, où ils sont devenus permanents. VAC2 a été annoncé en février 2005.

## Fonctionnement
Valve communique peu autour de son système pour éviter de donner des informations aux joueurs voulant le contourner.
Selon le chef ingénieur de Steam John Cook, pour éviter que le système ne soit compromis, il est « constamment mis à jour et envoyé par petites portions qui sont envoyées aux serveurs selon les besoins, ainsi les hackers ne peuvent avoir accès qu'à de petites portions de ce qui tourne à un instant. S'ils peuvent accéder et travailler sur des petits morceaux, il ne peuvent pas tout compromettre ».